# Raynans
Raynans (dt. früher Renach) ist eine französische Gemeinde mit 337 Einwohnern (Stand: 1. Januar 2022) im Département Doubs in der Region Bourgogne-Franche-Comté.

## Geographie
Raynans liegt auf 363 m, etwa sieben Kilometer westnordwestlich der Stadt Montbéliard (Luftlinie). Das Dorf erstreckt sich westlich des Beckens von Montbéliard und nördlich des Doubstals, leicht erhöht am nördlichen Talrand des Rupt.
Die Fläche des 4,03 km² großen Gemeindegebiets umfasst einen Abschnitt der leicht gewellten Landschaft nördlich des Doubstals. Die südliche Grenze verläuft meist entlang dem Rupt, der hier zu den Étangs des Princes aufgestaut ist (Fischweiher). Vom Bach erstreckt sich das Gemeindeareal nordwärts über die Talaue bis auf die Höhe von Raynans (403 m) und nach Nordosten über die breite Mulde eines Seitentals des Rupt auf die Hochfläche des Grand Bois, auf der mit 425 m die höchste Erhebung von Raynans erreicht wird. Während die Talmulden und Hänge überwiegend von Acker- und Wiesland bestanden sind, zeigen die Höhen vorwiegend Waldbedeckung.
Nachbargemeinden von Raynans sind Aibre und Laire im Norden, Montbéliard im Osten, Issans und Saint-Julien-lès-Montbéliard im Süden sowie Échenans und Semondans im Westen.

## Geschichte
Seit dem Mittelalter gehörte Raynans zum Herrschaftsgebiet der Grafen von Montbéliard. Mit der Annexion der Grafschaft Württemberg-Mömpelgard (Montbéliard) gelangte das Dorf 1793 endgültig in französische Hand. Heute ist Raynans Mitglied des Gemeindeverbandes Pays de Montbéliard Agglomération.

## Sehenswürdigkeiten

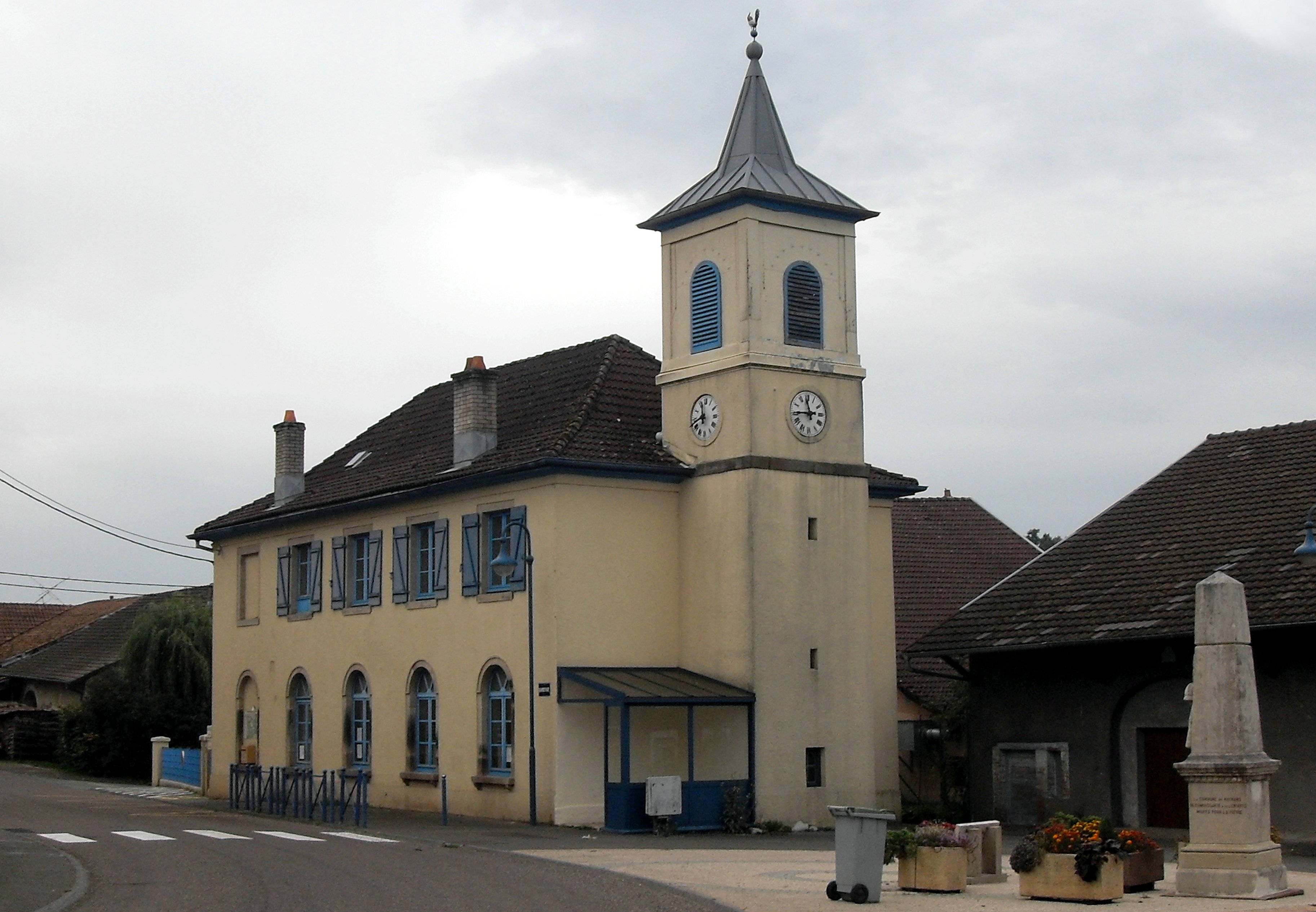
Ehemalige Mennonitenkirche von Raynans, heute Primarschule

Im Ortskern sind einige Bauernhäuser im charakteristischen Stil des Pays de Montbéliard aus dem 18. und 19. Jahrhundert erhalten.

## Bevölkerung
| Jahr                       | 1962 | 1968 | 1975 | 1982 | 1990 | 1999 | 2004 | 2016 |
| Einwohner                  | 152  | 121  | 132  | 202  | 203  | 233  | 295  | 339  |
| Quellen: Cassini und INSEE |      |      |      |      |      |      |      |      |

Mit 337 Einwohnern (Stand 1. Januar 2022) gehört Raynans zu den kleinen Gemeinden des Départements Doubs. Nachdem die Einwohnerzahl in der ersten Hälfte des 20. Jahrhunderts stets im Bereich zwischen 100 und 140 Personen gelegen hatte, wurde seit Beginn der 1970er Jahre ein deutliches Bevölkerungswachstum verzeichnet.

## Wirtschaft und Infrastruktur
Raynans war bis weit ins 20. Jahrhundert hinein ein vorwiegend durch Landwirtschaft (Ackerbau, Obstbau und Viehzucht) und Forstwirtschaft geprägtes Dorf. Daneben gibt es heute einige Betriebe des lokalen Kleingewerbes. Mittlerweile hat sich das Dorf auch zu einer Wohngemeinde gewandelt. Viele Erwerbstätige sind deshalb Wegpendler, die in der Agglomeration Montbéliard ihrer Arbeit nachgehen.
Die Ortschaft liegt abseits der größeren Durchgangsstraßen an einer Departementsstraße, die von Héricourt nach Sainte-Marie führt. Der nächste Anschluss an die Autobahn A36 befindet sich in einer Entfernung von ungefähr zehn Kilometern. Weitere Straßenverbindungen bestehen mit Échenans, Aibre und Issans.